# Greatest Hits: 5th Anniversary
Greatest Hits: 5th Anniversary es el primer álbum recopilatorio de la boy band puertorriqueña MDO, lanzado el 2 de abril de 2002 bajo el sello de Epic Records. Los integrantes del grupo en ese momento eran: Abel, Didier, Pablo y Anthony.  
La lista de canciones incluye doce temas (trece en la versión estadounidense, que contiene una versión remezcla de "Me Huele a Soledad" como bonus track) que fueron tomadas de tres álbumes de MDO lanzados entre 1997 y 2000: MDO, Un poco más y Subir al cielo. Además, se añadieron dos canciones inéditas: "Me Huele A Soledad" y "Ayúdame A Olvidar".  

## Producción y repertorio
La idea de grabar un álbum de grandes éxitos surgió porque, según Abel Talamántez, Didier Hernández, Pablo Portillo y Anthony Galindo, el público estaba ansioso por una recopilación con sus éxitos favoritos, y el quinto aniversario de la banda parecía una excelente oportunidad para lanzarlo. Según Abel: "Cada canción marca una etapa de tu vida, y queremos revivirlas con el público".
El álbum recopila los éxitos de los últimos cinco años de MDO, incluyendo dos temas inéditos: "Me Huele a Soledad", de Rudy Pérez y Roberto Livi, y "Ayúdame a Olvidar", de Yasmil Marrufo, quien también fue el autor de "Te Quise Olvidar".

## Lanzamiento y promoción
El lanzamiento tuvo lugar el 4 de abril de 2002 en el club nocturno Billboard Live, en Miami, Florida, en los Estados Unidos. En esa ocasión, el cuarteto recibió las llaves de la ciudad del alcalde Alex Penelas y un homenaje del Condado de Miami-Dade.
Como parte de la promoción, el grupo organizó una gira que incluyó presentaciones en diversas localidades, tales como: Puerto Rico (en el Centro de Bellas Artes), Nueva York, Miami, Washington, Panamá, Texas, Los Ángeles, San Diego, Chicago, México y Santo Domingo, además de países de América Central y América del Sur.
La gira fue el último proyecto realizado por los cuatro integrantes, quienes decidieron abandonar MDO para dedicarse a proyectos personales. El empresario Edgardo Díaz afirmó, antes de que iniciara la gira, que había decidido organizarla para que los cuatro artistas se despidieran de sus fans. Según él: "Es un hecho que todos se irán. Los días 22 (hoy) y 23, se presentarán en el Centro de Bellas Artes, en Puerto Rico, donde comenzará su última gira juntos (...) Son motivos personales de algunos de ellos, y por eso se tomó una decisión unánime entre ellos, que luego se acordó con la discográfica (Sony Music)".

## Sencillos
"Me Huele a Soledad" fue lanzada como el único sencillo promocional para la difusión del álbum, también en 2002. La canción alcanzó posiciones destacadas en varias listas de la revista Billboard, figurando en el cuarto lugar de la Hot Latin Tracks, en el segundo lugar de la Latin Pop Airplay, y en el noveno lugar de la Latin Tropical/Salsa Airplay, consolidando su éxito entre diversos géneros y públicos latinos.

## Desempeño comercial
Comercialmente, obtuvo éxito. El álbum debutó en la posición número 44 en la lista musical Top Latin Albums, de la revista Billboard. Eventualmente, alcanzó como pico la posición número 26 en esta lista. En la lista Latin Pop Albums alcanzó la posición número 11.

## Lista de canciones
| N.º | Título                             | Original album   | Duración |  |
| 1.  | «Me Huele a Soledad»               | Unreleased track | 3:38     |  |
| 2.  | «Ayúdame a Olvidar»                | Unreleased track | 4:27     |  |
| 3.  | «Sin Ti»                           | Subir al cielo   | 3:22     |  |
| 4.  | «Baila»                            | Subir al cielo   | 3:40     |  |
| 5.  | «Déjame Subirte al Cielo»          | Subir al cielo   | 4:10     |  |
| 6.  | «Te Quise Olvidar»                 | Subir al cielo   | 4:20     |  |
| 7.  | «No Puedo Olvidar (Pop)»           | Un poco más      | 4:27     |  |
| 8.  | «Tú Me Haces Soñar»                | Un poco más      | 3:37     |  |
| 9.  | «Dame un Poco Más»                 | Un poco más      | 3:57     |  |
| 10. | «Ay Cariño»                        | MDO              | 4:30     |  |
| 11. | «Volverás a Mí»                    | MDO              | 4:10     |  |
| 12. | «No Puedo Olvidarme de Ti»         | MDO              | 3:29     |  |
| 13. | «Me Huele a Soledad (Dance Remix)» | Bonus track      | 3:32     |  |

## Posicionamiento en listas

### Semanales
| Lista musical (2002)                        | Mejor posición |
| ------------------------------------------- | -------------- |
| Estados Unidos (Billboard Top Latin Albums) | 26             |
| Estados Unidos (Billboard Latin Pop Albums) | 11             |